# 高橋絵里奈
高橋絵里奈（たかはし えりな、1978年 -）は、日本のバレエダンサーである。英国のイングリッシュ・ナショナル・バレエ (ENB) 所属している。

## 人物
タマラ・ロホのいるイングリッシュ・ナショナル・バレエ (ENB)に所属している。雪の女王、シンデレラ、くるみ割り人形などを演じる。1988年に北海道の釧路バレエアカデミーに通い始める。1993年にロンドンのイングリッシュ・ナショナルバレエスクールへ留学する。1995年1996年はローザンヌのコンクールでセミファイナリストとなる。1996年に英国のイングリッシュナショナルバレエ(ＥＮＢ)入団。2000年にプリンシパルに昇格2001年Critics' Circleのナショナルダンスアワ―ドで選出される。 　2007年、リード（シニア）・プリンシパルに昇格する。2012年は海外で活躍する日本人バレエダンサーを紹介するバレエ・アステラス☆2012に出演する。

## 映像
イングリッシュ・ナショナル・バレエ ～アドルフ・アダン:バレエ《海賊》[Blu-ray Disc]